# Lauenburger Konsistorium
Das Lauenburger Konsistorium war im 17. und 18. Jahrhundert eine Gerichts- und Verwaltungsbehörde der evangelisch-lutherischen Kirche (Konsistorium) im Gebiet der Lande Lauenburg und Bütow.
Nachdem die im Osten der Region Pommern gelegenen Lande Lauenburg und Bütow 1657/1658 in den Lehnsbesitz Brandenburg-Preußens gelangten, wurde für die dortige evangelisch-lutherische Kirche ein eigenes Konsistorium eingerichtet. Dieses bestand ab 1662 aus dem Pfarrer von Lauenburg und Mitgliedern des weltlichen Gerichts in Lauenburg. Das Lauenburger Konsistorium unterstand zunächst dem Stargarder Konsistorium, wenn es auch 1695 das eigene Recht zur Ordination erhielt, ab 1747 dann dem neu eingerichteten Kösliner Konsistorium. Ab 4. Oktober 1750 unterstand das Lauenburger Konsistorium, wie alle Provinzialkonsistorien, dem neu geschaffenen Lutherischen Oberkonsistorium in Berlin.
Nachdem im Warschauer Vertrag (1773) aus dem bisherigen Lehen ein souveräner Bestandteil Preußens wurde, verloren die Lande Lauenburg und Bütow ihre Sonderstellung. In diesem Zuge wurde auch das Lauenburger Konsistorium 1773 aufgehoben. Sein Bereich wurde zunächst dem Westpreußischen Konsistorium zu Marienwerder unterstellt, ab 1804 dann dem Kösliner Konsistorium.